# Liga de Escritores de Izquierda

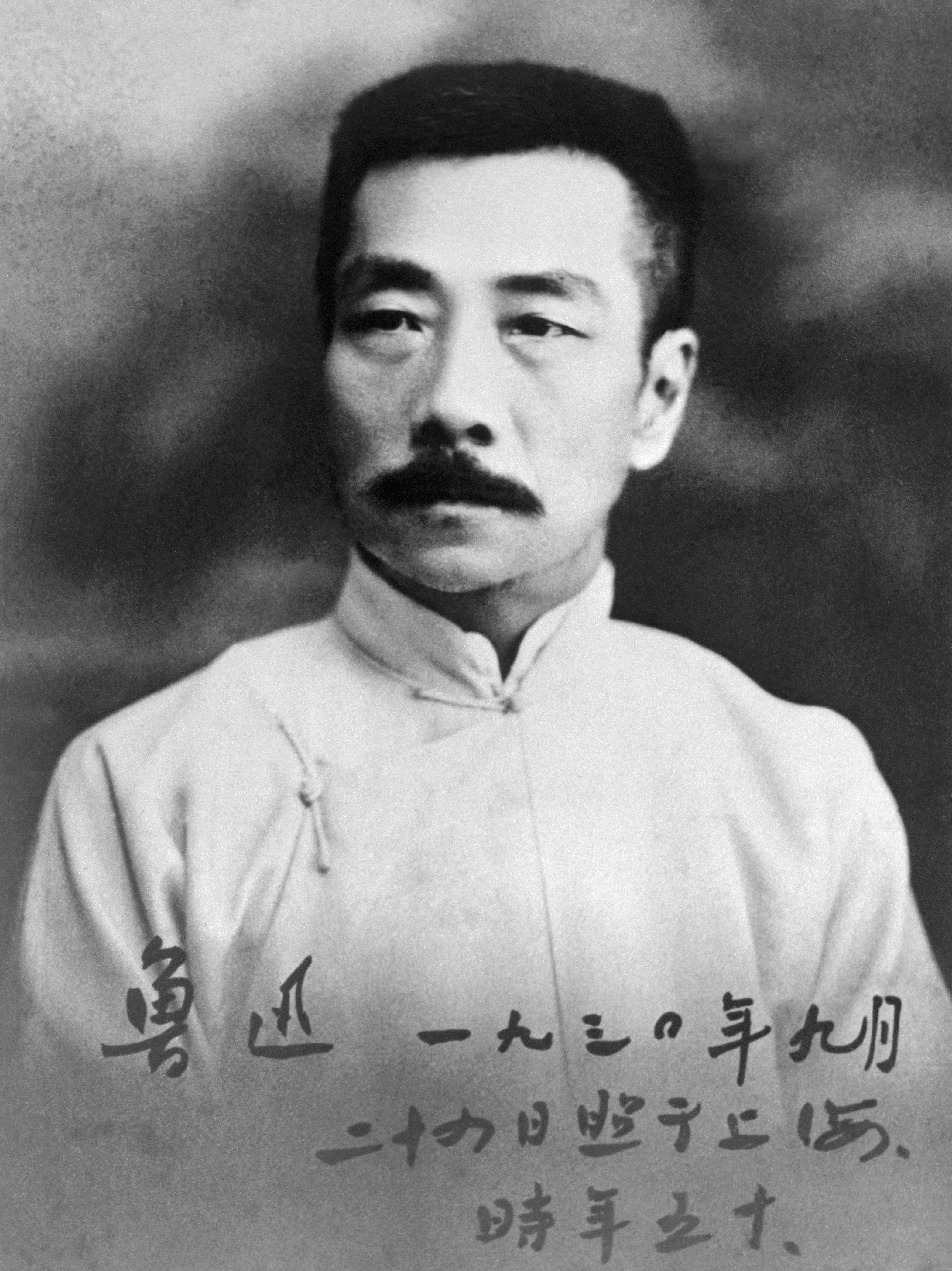
El influyente escritor Lu Xun fue uno de los principales organizadores de la liga

Liga de Escritores de Izquierda (en chino tradicional, 中國左翼作家聯盟; pinyin, Zhōngguó Zuǒyì Zuòjiā Liánméng), comúnmente abreviado como Zuolian en chino, fue una organización de escritores formada en Shanghái, en la República de China, el 2 de marzo de 1930, a instancias del Partido Comunista Chino y la influencia del célebre escritor Lu Xun.

## Historia
Otros miembros destacados de la liga incluyeron a Yang Gang, Ding Ling, Hu Feng y Mei Zhi. El propósito de la Liga era promover la corriente artística conocida como realismo socialista en apoyo de la Revolución Comunista, y finalmente llegó a ser muy influyente en los círculos culturales chinos. Lu Xun pronunció el discurso de apertura de la reunión organizativa, pero se desilusionó cuando rápidamente quedó claro que tendría poca influencia. Otros miembros de la liga incluyeron líderes de la Sociedad del Sol y la Sociedad de la Creación, y Zhou Yang, quien se convirtió en la figura literaria favorita de Mao Zedong y después de 1949 impuso celosamente la ortodoxia política. La Liga articuló teorías sobre el papel político de la literatura que presagiaron las influyentes clarlas del Foro de Yan'an sobre literatura y arte de Mao, y participó en debates del tipo «arte por el bien del arte» con la Sociedad de la Luna Creciente.
Debido a las opiniones políticas prominentes de la Liga, el gobierno del Kuomintang la prohibió rápidamente. El 7 de febrero de 1931, el gobierno ejecutó a cinco miembros de la Liga: Li Weisen, Hu Yepin, Rou Shi, Yin Fu y Feng Keng. Los conocidos como los Cinco Mártires de la Liga de Escritores de Izquierda.
La Liga se disolvió voluntariamente en 1936. Principalmente con el objetivo de alentar a los autores a unirse más allá de las fronteras políticas y enfrentar la amenaza cada vez mayor de Japón.

## Los Cinco Mártires

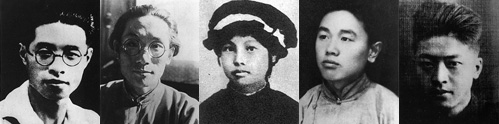
Los cinco mártires de la Liga de Escritores de Izquierda, de izquierda a derecha: Hu Yepin, Rou Shi, Feng Keng, Yin Fu, Li Weisen (Li Qiushi)

Los cinco mártires de la Liga de Escritores de Izquierda fueron cinco escritores chinos asociados con la Liga de Escritores de Izquierda ejecutados el 7 de febrero de 1931 por el Kuomintang en el periodo conocido como el «Terror Blanco» que siguió a la Matanza de Shanghái de 1927. Otros dieciocho comunistas fueron ejecutados el mismo día, incluida una mujer embarazada.
Algunos han sugerido que los cinco pueden haber sido traicionados por otros miembros o escritores del Partido Comunista, tal vez como resultado de una lucha por el poder.